# Helmut Schmid (Schauspieler)
Helmut Schmid (* 8. April 1925 in Neu-Ulm; † 18. Juli 1992 in Heiligenschwendi, Schweiz) war ein deutscher Schauspieler und Regisseur.

## Ausbildung
Der Sohn des Schauspielers Paul Schmid und der Opernsängerin Helene Schräg wollte zunächst nicht in die künstlerischen Fußstapfen seines Vaters treten, der u. a. Direktor des Landestheaters Innsbruck war. Stattdessen begann er nach dem Abitur (1943) und dem anschließenden Kriegsdienst ein Medizin- und Jura-Studium. Schließlich nahm er doch Schauspielunterricht und gab sein Studium auf.

## Bühne
1945 gab er als Posa in Schillers Don Carlos am Landestheater Innsbruck sein Bühnendebüt. Bis 1947 gehörte er zum dortigen Ensemble, ehe ihn weitere Bühnenengagements nach Memmingen (1947–1949), Saarbrücken (1949–1952), Wuppertal (1952/53), Kiel (1953/54) und an das Staatstheater Stuttgart führten. Schmid verkörperte zunächst vor allem den Typus des jugendlichen Helden und Naturburschen. So spielte er den aufrechten Kaufmann „Antonio“ in Shakespeares Was ihr wollt (Stuttgart 1954), den „Carlos“ in Georges Feydeaus Floh im Ohr und den „Noah Curry“ in N. Richard Nashs Regenmacher (beide 1955 in Stuttgart) – elf Jahre später verkörperte er den „Noah Curry“ erneut, diesmal für eine Fernsehproduktion.
Ab Mitte der 1950er Jahre war Schmid, der inzwischen durch Kinoproduktionen bekannt geworden war, öfter in tragischen Hauptrollen zu sehen, wie etwa in der Titelrolle von Heinrich von Kleists Prinz von Homburg und als „Karl Moor“ in Schillers Räubern.
Trotz zahlreicher Erfolge in Film und Fernsehen zog es ihn in den folgenden Jahren immer wieder auf die Bühne zurück, u. a. nach München und Berlin sowie an zahlreiche Tourneetheater, an denen er bisweilen auch Regie führte.

## Film und Fernsehen
1954 gab Schmid in der romantischen Komödie Geliebtes Fräulein Doktor neben Edith Mill sein Spielfilmdebüt. Es folgten zunächst markante Nebenrollen in Produktionen wie Der Mann im Strom mit Hans Albers (nach Siegfried Lenz) und der Verfilmung von B. Travens Totenschiff (mit Mario Adorf und Horst Buchholz). Im Historienfilm Gustav Adolfs Page, nach der gleichnamigen Novelle von Conrad Ferdinand Meyer, spielte Schmid den ebenso ehrgeizigen wie skrupellosen Herzog von Lauenburg, der seine Intrigen gegen den Schwedenkönig Gustav Adolf (Curd Jürgens) schließlich mit dem Leben bezahlen muss.
Zu seinen weiteren Filmen zählen das Drama Denn das Weib ist schwach (Hauptrolle neben Sonja Ziemann), der Thriller Das Testament des Dr. Mabuse, die Komödie Kohlhiesels Töchter mit Dietmar Schönherr und seiner Ehefrau Liselotte Pulver, der Western Sie nannten ihn Gringo mit Götz George sowie das Drama Das Haus in der Karpfengasse nach Moscheh Ya’akov Ben-Gavriêl, mit Edith Schultze-Westrum in der Hauptrolle, bei dem Schmid auch zweiter Regisseur war.

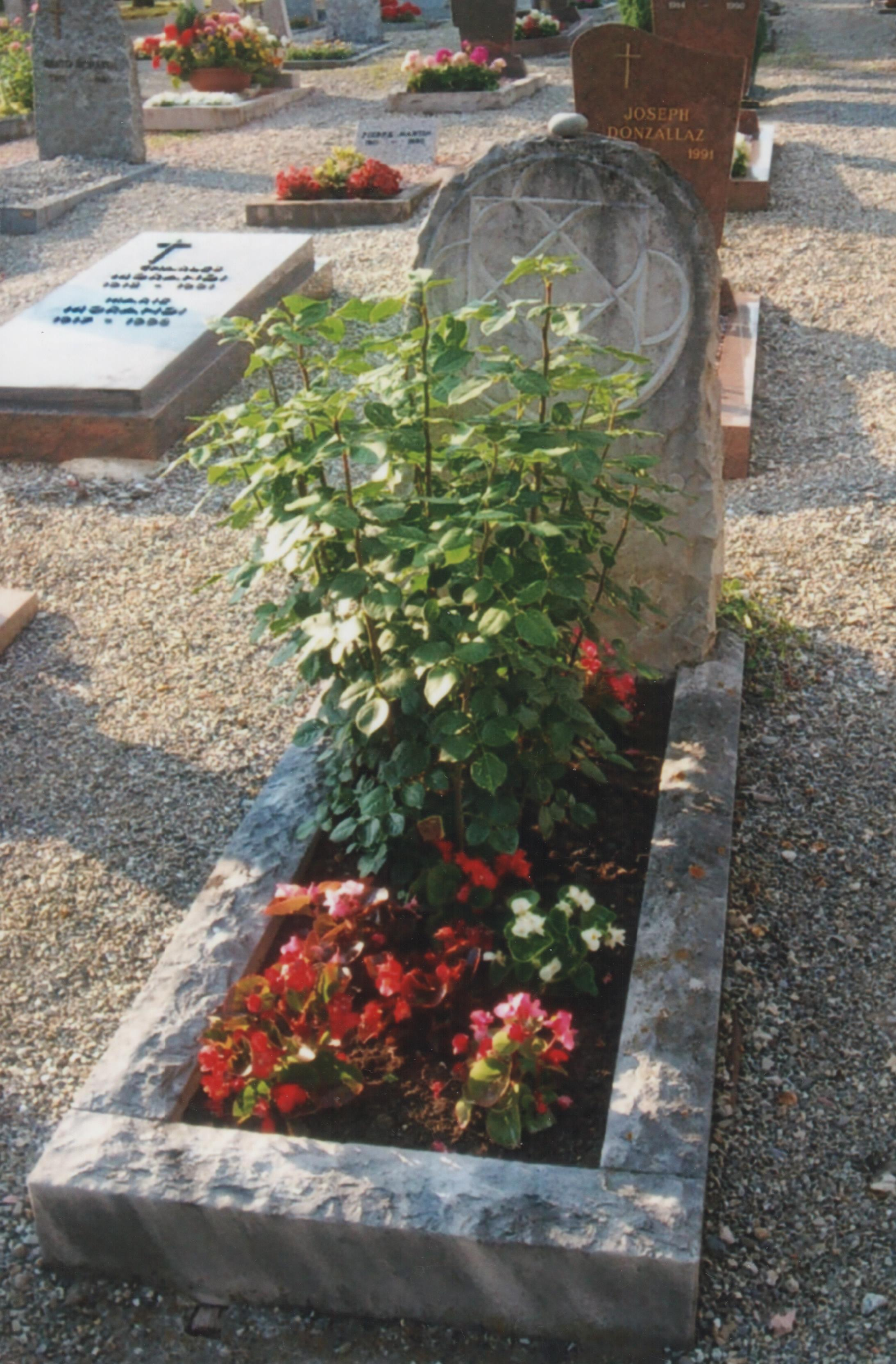
Grabstätte von Helmut Schmid

Darüber hinaus war er in verschiedenen internationalen Produktionen zu sehen, unter anderem neben Van Heflin und Charles Laughton im italienischen Kriegsfilm Unter zehn Flaggen, in der Billy-Wilder-Komödie Eins, zwei, drei, als Hauptdarsteller neben Stanley Baker im britischen Thriller Netz sowie in den Kriegsfilmen Top Secret (mit Klaus Maria Brandauer) und Himmelfahrtskommando El Alamein (mit Lee van Cleef).
Im Fernsehen war er sowohl in Adaptionen von Bühnenvorlagen wie Christopher Frys Die Dame ist nicht fürs Feuer als auch in verschiedenen Fernsehserien wie Dem Täter auf der Spur und Das Kriminalmuseum zu sehen. Seinen letzten Auftritt vor der Kamera hatte er 1975 unter der Regie von Rolf Hädrich in einem Fernsehmehrteiler nach Theodor Fontanes Der Stechlin.

## Privat
Schmid war von 1961 bis zu seinem Tod mit der Schauspielerin Liselotte Pulver verheiratet. Aus der Ehe gingen Marc-Tell (* 1962) und Melisande (1968–1989) hervor. Aus einer früheren Ehe stammen zwei weitere Kinder, Michael (* 1948) und Nina (* 1958).
Schmids Gesundheitszustand verschlechterte sich im Alter zunehmend. Er starb 1992 in seiner Schweizer Wahlheimat im Kanton Bern an den Folgen eines Herzinfarkts. Sein Grab befindet sich auf dem Friedhof in Perroy im Kanton Waadt am Genfersee, auf dem auch seine Tochter Melisande beerdigt wurde.

## Filmografie
- 1954: Geliebtes Fräulein Doktor
- 1955: Das heiße Herz (TV)
- 1956: Das Erbe vom Pruggerhof
- 1956: Der Verräter (TV)
- 1956: Heiße Ernte
- 1957: Der König der Bernina
- 1957: Alle Wege führen heim
- 1958: Madeleine und der Legionär
- 1958: Rivalen der Manege
- 1958: Liebe kann wie Gift sein
- 1958: Der Mann im Strom
- 1958: Schwarze Nylons – Heiße Nächte
- 1959: Du gehörst mir
- 1959: Zurück aus dem Weltall
- 1959: Lockvogel der Nacht
- 1959: Der Kaiser von Amerika (TV)
- 1959: Die Nackte und der Satan
- 1959: Das Totenschiff
- 1960: Frauen in Teufels Hand
- 1960: Unter zehn Flaggen (Sotto dieci bandiere)
- 1960: Soldatensender Calais
- 1960: Die Dame ist nicht fürs Feuer (TV)
- 1960: Gustav Adolfs Page
- 1961: Zarte Haut in schwarzer Seide (De quoi tu te mêles Daniela!)
- 1961: Zwei Krawatten (TV)
- 1961: … denn das Weib ist schwach
- 1961: Eins, Zwei, Drei (One, Two, Three)
- 1962: The Bashful Elephant
- 1962: Der Tod fährt mit (Journey Into Nowhere)
- 1962: Das Testament des Dr. Mabuse
- 1962: Das Netz (A Prize of Arms)
- 1962: Kohlhiesels Töchter
- 1964: Der Satan mit den roten Haaren
- 1965: Das Haus in der Karpfengasse
- 1965: Sie nannten ihn Gringo
- 1965: Die Gejagten der Sierra Nevada (El ranch de los implacables)
- 1965: Die Tintenfische – Unterwasserdetektive greifen ein (Fernsehserie)
- 1966: Der Regenmacher (TV)
- 1967: Das Kriminalmuseum (Fernsehserie) – Kaliber 9
- 1968: Himmelfahrtskommando El Alamein (Commandos)
- 1969: Pistolen-Jenny (TV)
- 1969: Luftsprünge (Fernsehserie)
- 1970: Polizeifunk ruft (Fernsehserie)- Leuchtspuren
- 1970: Die Baumwollpflücker (Fernsehserie)
- 1970: Die Plebejer proben den Aufstand (TV)
- 1970: Alle Hunde lieben Theobald (Fernsehserie) – Auf Freiersfüssen
- 1971: Timo (Fernsehserie)
- 1972: Die Pueblo-Affaire (TV)
- 1972: Top Secret (The Salzburg Connection)
- 1972: Dem Täter auf der Spur (Fernsehserie) – Kein Hafer für Nicolo
- 1973: Immobilien (TV)
- 1973: Ein Fall für Männdli (Fernsehserie) – In Liebe dein K.
- 1975: Der Stechlin (TV)
- 1979: Lemmi und die Schmöker (Fernsehserie) – Ich spucke gegen den Wind
- 1983: Die fünfte Jahreszeit (Fernsehserie) – Frieden
- 1987: Lauf doch nicht immer weg (TV)